# لین جانگ
لین جانگ (به چینی: 林良忠1) یک فیلمبردار زاده تایوان است. بیشتر به دلیل اولین فیلم‌هایش برای اَنگ لی شناخته می‌شود. وی به عنوان مدیر عکاسی با بسیاری از کارگردانان مطرح چینی همکاری داشته و همچنبن سابقه کار در خارج را دارد، جاییکه برای فیلم انگلیسی خمش کن مثل بکهام در سال ۲۰۰۲ با گوریندر چادا همکاری کرد.

## فیلم شناسی
| سال  | عنوان انگلیسی                | عنوان چینی | کارگردان                     | یادداشت                                        |
| ---- | ---------------------------- | ---------- | ---------------------------- | ---------------------------------------------- |
| 1992 | Pushing Hands                | 推手       | انگ لی                       |                                                |
| 1993 | The Wedding Banquet          | 喜宴       | انگ لی                       |                                                |
| 1994 | Eat Drink Man Woman          | 飲食男女   | انگ لی                       |                                                |
| 1998 | Once Upon a Time in Shanghai | 上海纪事   | پنگ شیائولیان                |                                                |
| 1998 | My Rice Noodle Shop          | 桂林荣记   | ژی یان                       |                                                |
| 2000 | What's Cooking?              | NA         | گوریندر چادا                 |                                                |
| 2001 | Red Persimmons               | 满山红柿   | Shinsuke Ogawa Peng Xiaolian |                                                |
| 2002 | Bend It Like Beckham         | NA         | گوریندر چادا                 |                                                |
| 2005 | Sunflower                    | 向日葵     | ژانگ یانگ                    | بهترین تصویر برداری در فستیوال فیلم سن سباستین |
| 2005 | Season of the Horse          |            | نینگ کای                     | بهترین تصویر برداری در فستیوال فیلم دوربان     |
| 2006 | Shanghai Rumba               | 上海伦巴   | پنگ شیائولیان                |                                                |
| 2006 | The Road                     | 芳香之旅   | ژنگ چیاروی                   |                                                |
| 2006 | Blind Mountain               | 盲山       | لی یانک                      |                                                |